# Річард Нілл Фрімен

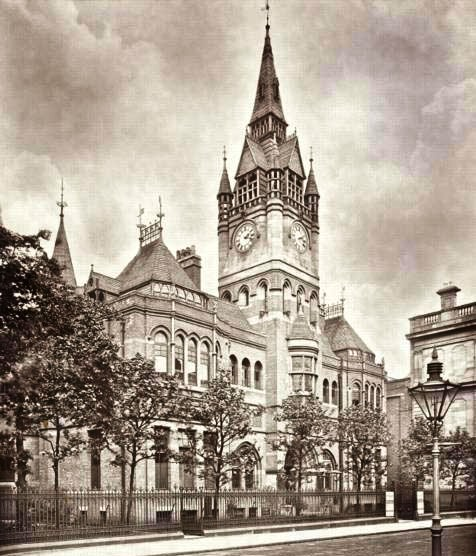
Музей і художня галерея Дербі, 1900 рік

Річард Нілл Фрімен (англ. Richard Knill Freeman, 1840, Лондон — 1904) — британський архітектор, який почав свою кар'єру в Дербі і далі переїхав у Болтон (Ланкашир). Працював у вікторіанському готичному стилі. За його проектами було зведено близько 140 будівель, з яких вціліло, хоча б частково, більше половини.
Серед найвідоміших проектів:
- ряд пірсів в Блекпулі (1874),
- Музей і художня галерея Дербі (1876)
- Англіканська церква Святого Андрія у Москві (1884)[6].

Фрімен входив у Манчестерську спілку архітекторів (англ. Manchester Society of Architects) і був її президентом у 1890-91 роки.
Син Фрімена, Френк Річард (Frank Richard Freeman, 1870—1934) також став архітектором, як і батько. Під брендом Freeman&Son він продовжив роботу свого батька і побудував кілька церков у стилі, схожому на батьківський.